# بيت من لحم (فلم)
بيت من لحم فيلم إنتاج سوفيتى مصري مشترك للمخرج المصري أشرف سمير